# امامزاده سید مظفر (بندر عباس)

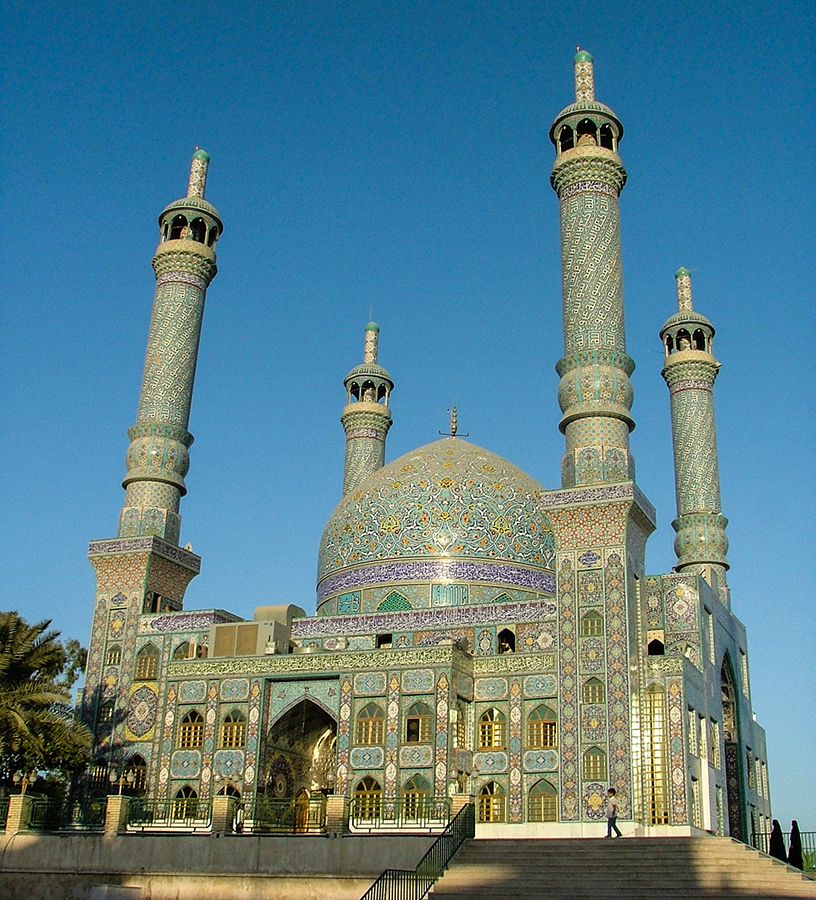
نمایی از امامزاده سید مظفر بندرعباس

امامزاده سید مظفر واقع در محله نایبند شهر بندرعباس یکی از اماکن مذهبی استان هرمزگان در جنوب ایران است.
امامزاده سید مظفر که از نوادگان مولا موسی کاظم(ع) است، از سالیان دور مورد توجه عموم مردم در استان هرمزگان بوده و هرساله پذیرای زائران بی‌شمار مشتاق خود است.
البته اهل سنت بندرعباس ادعا دارند سید مظفر از سادات اهل سنت و اصالت او به گوده برمی‌گردد که به سبب رفت وآمد اهل سنت بر سر مقبره محقر او بعدها تصمیم گرفته شد آن را به امامزاده مبدل نموده تا کانونی جهت مراجعات مردم معتقد بندرعباس و حومه باشد.
در پژوهش‌های محلی با افرادی که در صحن امامزاده سید مظفر مشغول به خدمت بودند چنین پیدا است که این امامزاده در بخش مرکزی شهر بندرعباس جدا از بحث دینی و مذهبی و بازدید مردم برای شفاعت و دعا، از معماری منحصر به فردی نیز برخوردار می‌باشد. برخی از ساکنان اهل سنت بندرعباس بر این باورند سید مظفر از سادات اهل سنت و ریشه او به گوده بر می‌گردد که به سبب رفت وآمد اهل سنت بر سر آرامگاه پیشین و مبتدی او، پس از آن برخی تصمیم گرفتند آن را با یک ساختمان پر دوام به یک امامزاده تبدیل کنند تا کانونی برای بازدید مردم شهربندرعباس و پیرامون باشد. با داشتن چهار مناره و کاشی کاری بی‌نظیر فیروزه‌ای و زرین‌گون گنبد، یکی از شاهکارهای معماری در شهر بندرعباس را به نمایش گذاشته‌است. امامزاده مظفر از دیرباز خلوتگهی روحی برای مردم هرمزگان و گردشگران دیگر شهرها بوده‌است و تاریخ آن نیز پر از فراز و نشیب‌هاست. گفته می‌شود امامزاده سید مظفر از نوادگان امام موسی ابن جعفر (ع) بوده و از سالیان دور، دهه در پی دهه مورد توجه و علاقه بخش بزرگی از مردم سراسر استان هرمزگان می‌باشد و هر ساله از شهرهای پیرامون نیز این ساختمان مذهبی پذیرای زائران گردشگر بی شمار بوده‌است.

## ویژگی‌های ساختار معماری امامزاده
ساختمان بارگاه امامزاده سید مظفر در حاشیه شمالی بلوار امام خمینی، روبروی بلوار شهید چمران قرار دارد. وضع پیشین بقعه و کیفیت و چگونگی ساختمان بقعه در گذشته خیلی روشن نیست. در تأیید صحت انتساب او به سنی و شیعه نیز مطالبی در میان مردم شهر از دیر باز بر سر زبان هاست. چنین پیداست که ایشان در سال ۴۰۴ هجری قمری در این‌جا با زندگی بدرود گفته و در همین جائی که ساختمان به دور آن برپا کرده‌اند، به خاک سپرده شده‌است. ظاهراً تا سالیان سال کسی چندان متوجه بازسازی بقعه نبوده و تا اندازه ای رو به فرسودگی گذاشته‌است. ساختمان نخستین معلوم نیست به چه شکل بوده و چه شخصی یا معماری ساختمان را بر روی آرامگاه ساخته‌است. در این باره هیچ سند پر و پا قرصی در دست نیست اما گمان می‌رود که بازسازی هائی در آن به هر روی صورت گرفته چون اگر چنین نبود اثری از آن باقی نمی‌ماند. سالمندان بر این باورند که ضریح نخستین به گونه ضریح امروزی آن نبوده و ضریح نخستین از چوب ساده بود. در سال ۱۳۰۵ شمسی ساختمان نوآباد و سراسر دگرگون شده‌است. معماری آن با چهار مناره همراه با کاشیکاری بسیار با شکوه و زیبا بر اهمیت و زیبایی این بارگاه افزوده‌است. آثار موجود نشان می‌دهد که پس از انقلاب بهمن ۱۳۵۷ سراسر ساختمان بازسازی و نوآباد شده و در بخش هائی نیز برگنجایش آن افزوده شده‌است.
معماری زیبای این ساختمان گیرائی ویژه ای دارد. رو سازی ساختمان از کاشی‌های رنگارنگ بوده و دارای گنبدی با چهار مناره مینا کاری شده‌است که با رنگ آبی نیلگون آسمانی خود یادآور مکانی آرام و دلنشین برای دل شکسته گانی است که برای بازدید آن به بندرعباس سفر می‌کنند. امامزاده سید مظفر دارای ساختمانی است که نه تنها زائران گردشگر یا به گفته امروزی گردشگران مذهبی را در خلسه دیدار فرو می‌برد بلکه زیبائی معماری ایرانی ساختمان نیز برای هر بازدیدکننده و گردشگری دیدنی است. ساختمان امامزاده مظفر به گونه سید علاءالدین آستانه شیراز و سایر آرامگاه‌ها و زیارتگاه‌های کشور نیست. این ساختمان دارای آینه کاری نبوده اما کاشی‌های زیبا چنان با چیره‌دستی در هنر معماری آن به کار گرفته شده که ساختمان را در نوع خود بی نظیر کرده‌است.
برخی از شهروندان اهل سنت بندرعباس که با فرهنگ دیر پای ایرانی خود ریشه در تاروپود این سرزمین دارند، همان گونه که پیش از این اشاره شد بر این باورند که سید مظفر از سادات اهل سنت و ریشه و تبار او به گوده بر می‌گردد. شهروندان شیعه نیز بر این باورند که امامزاده سید مظفر از نوادگان امام موسی ابن جعفر (ع) می‌باشد که از سالیانی دراز مردم استان هرمزگان به آن عشق ورزیده و هر ساله به دیدار آرامگاه او آمده‌اند.

## آرامگاه
ساختمان آرامگاه با چهار گلدسته چهار مناره‌های مینا کاری شده و کاشی‌های فیروزه ای زیبا پنجره‌ها و نمای بیرونی یادآور معماری روزگار صفوی است. تاق درب ورودی دارای تزئینات آهوپا کاری (مقرنس) بوده و گنبد آن نیز به گونه همه گنبدهای آرامگاه‌ها در کشور دارای کاشی‌های درخشش اندود (معرق) است. نمای صفوی ساختمان آرامگاه را معماران نوآبادکننده و بالا برنده این ساختمان با اندیشه ای بر باور عمومی شهروندان بندرعباس که برخی سید مظفر را از اهل تسنن و برخی شیعه می‌پندارند مدد جسته و به این ساختمان نمائی در هم آمیخته داده‌اند. آن‌ها با اندیشه ای هنرمندانه با غور در تاریخ آرامگاه سید مظفر با طرحی صفوی گونه که دودمانی شیعه بودند، رگه ای از طرح ساختمانی دودمان سنی مذهب تیموری را نیز در نمای ساختمان به نمایش گذاشته‌اند. با دیدن ساختمان بازدیدکننده ناخودآگاه نه تنها به یاد پیشانی پر زرق و برق و گنبدهای فیروزه ای ساختمان‌های صفوی سراسر کشور می‌اندازد، بلکه ساختمان‌های تیموری ایران و افغانستان و کشورهای مسلمان استقلال گرفته از شوروی سابق نیز در خاطر او زنده می‌شود. از سوی دیگر برای آن که چهره ای هنری نیز به نمای ساختمان داده باشند، پاشنه شالوده را بالا آورده به گونه ای که ساختمان بر یک سکوی بلند قرار گرفته‌است. در هنر معماری این ساختمان معمار از چند جهت با بازدیدکننده و گردشگر مذهبی به گفتگو نشسته‌است. با رنگ فیروزه ای او را از دنیای روحی سرگشته، به آرامش فرا می‌خواند. با آهوپا کاری زیبای تاق، نگاه‌های خسته را به هیجان وامی‌دارد. از نمای دور ساختمان نیز نگاه گردشگر را به روزگاران تیموری وصفوی می‌سراند و برگ‌های تاریخ پرستشگاهی را برای شهروندان سنی و شیعه، ورق می‌زند.